# روباه سرخ

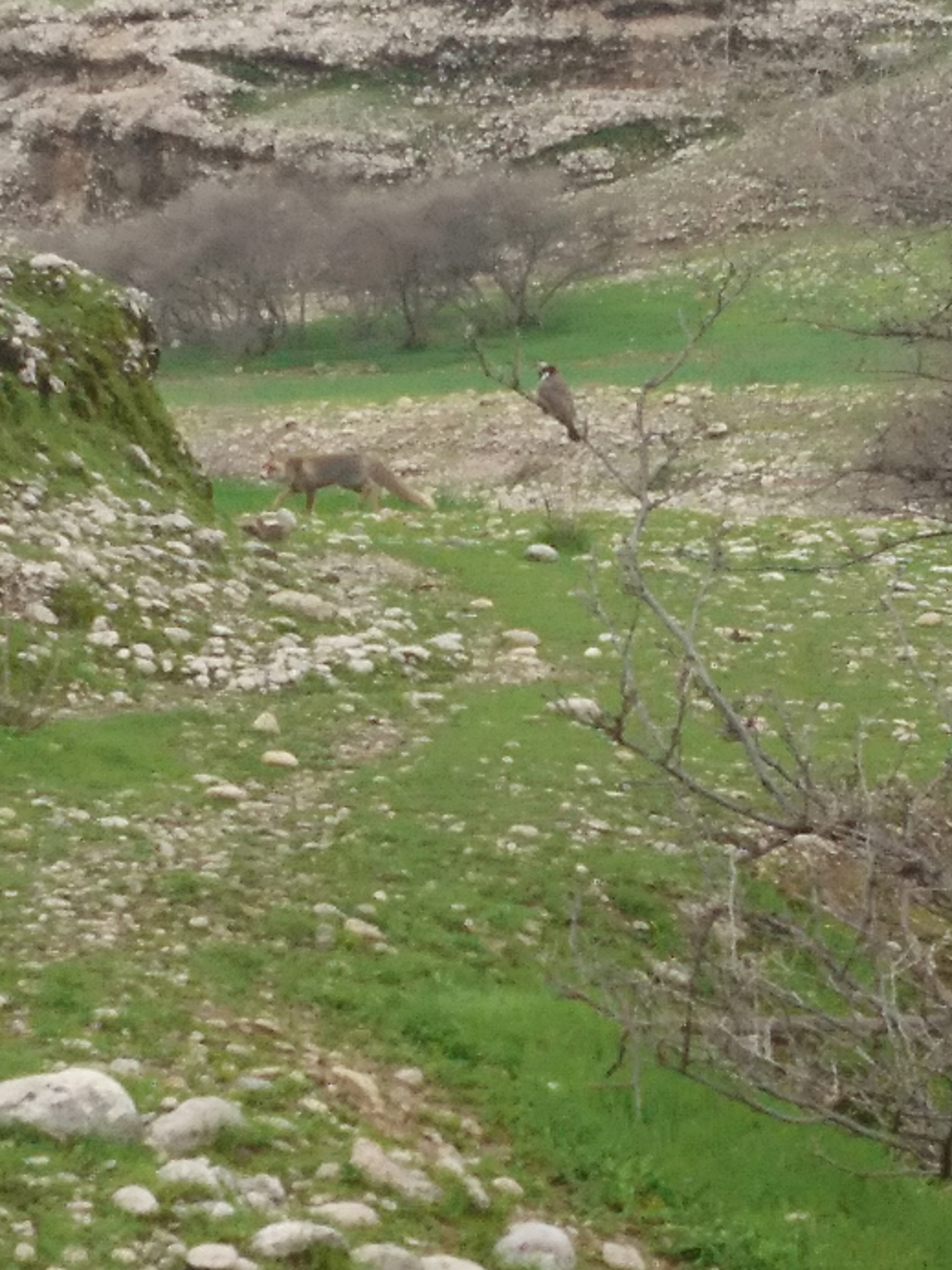
روباه و بلبل گوش‌سفید، بهبهان

روباه سرخ یا روباه معمولی (نام علمی: Vulpes vulpes) فراوان‌ترین گونه سگ‌سانان است که بومی بسیاری از نقاط نیم‌کره شمالی از جمله آسیا، شمال آفریقا، اروپا و آمریکای شمالی است و توسط انسان به استرالیا هم وارد شده‌است.

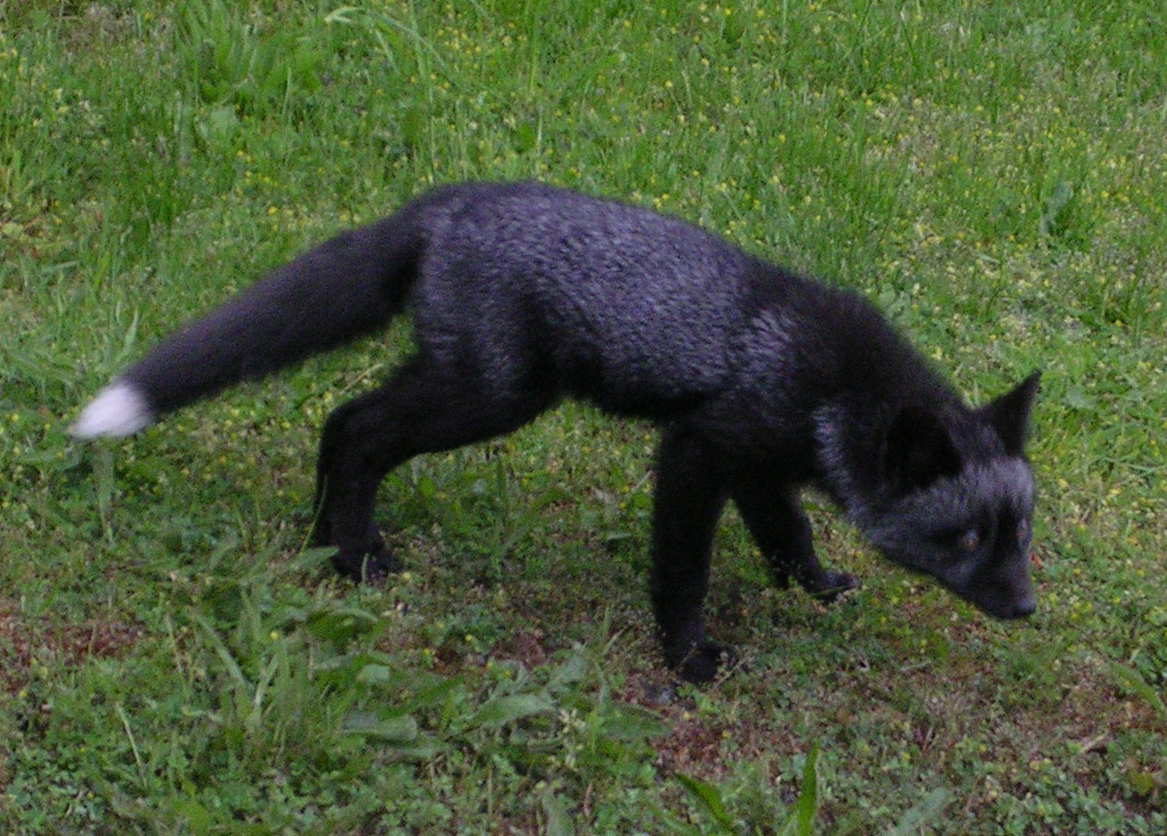
روباه سیاه، زیر گونه ای از روباه سرخ

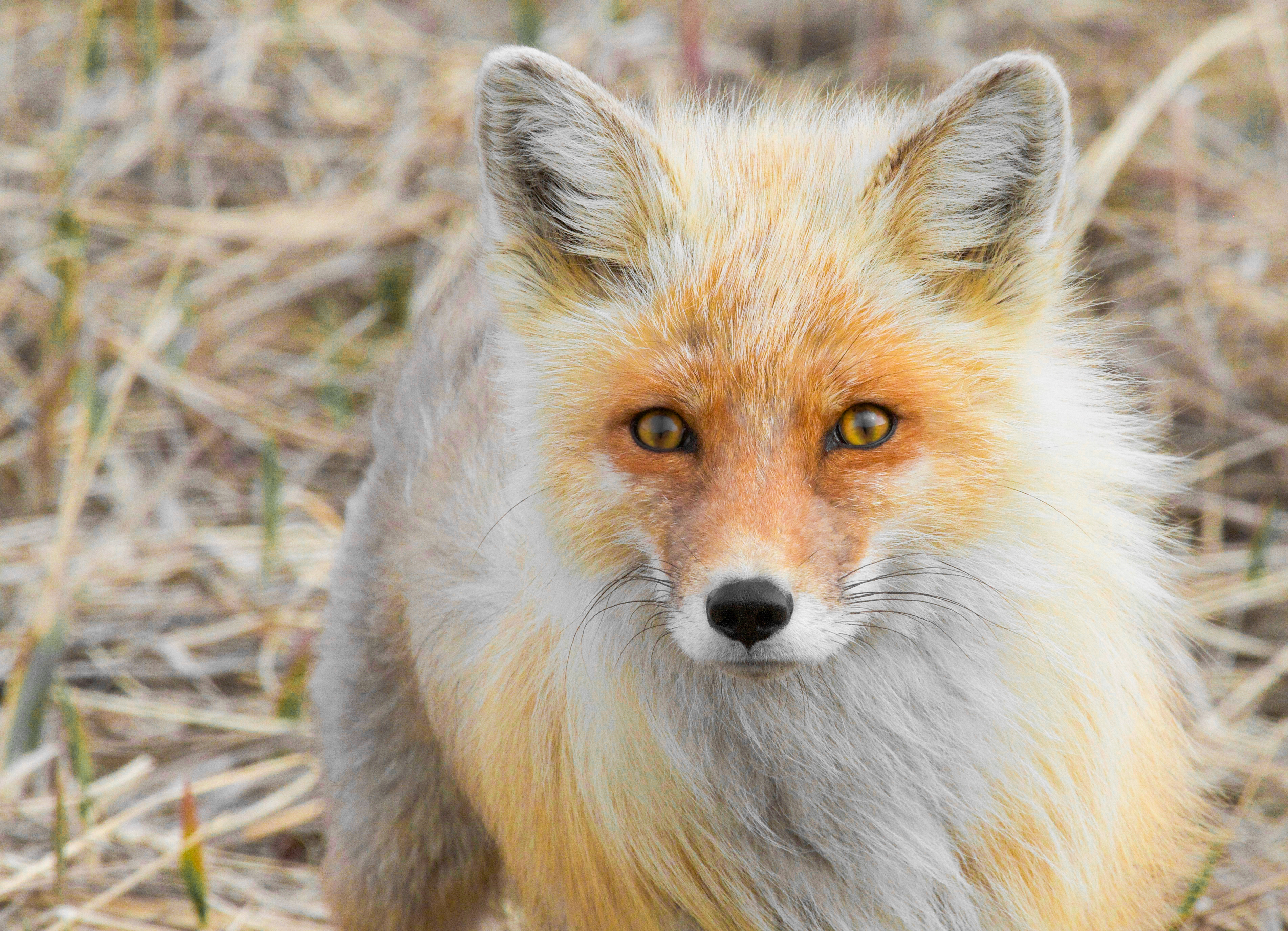
یک روباه سرخ در آلاسکا

بر اساس فهرست اتحادیه بین‌المللی حفاظت از طبیعت، در حال حاضر وضعیت حفاظتی روباه‌های قرمز، در وضعیت کمترین نگرانی قرار دارد. روباه‌های قرمز برخلاف نام آن‌ها همواره قرمز نیستند و بسته به نوع زیرگونه و محل زندگی و فصل و همچنین با رخ‌دادن مواردی چون لیوسیسم و ملانیسم دارای رنگ‌ها و الگوهای رنگی مختلفی هستند. تا سال ۲۰۰۵، تعداد ۴۵ زیرگونه مختلف از روباه‌های قرمز از جمله روباه سرخ عربی، روباه سرخ آمریکایی، روباه سرخ کردستان و روباه پاسفید مشاهده و ثبت شده‌است.

## شکل ظاهری
این روباه از گونه‌های دیگر روباه‌ها بزرگ‌تر است. وزنش بین ۳ تا ۱۱ کیلوگرم و ارتفاع از شانه بین ۲۵ تا ۴۵ سانتی‌متر است همچنین طول سر و بدن این حیوان بین ۴۶ تا ۸۶ سانتی‌متر است و طول دم آن ۵۵٫۵ تا ۳۰٫۵ سانتیمتر است. رنگش بیش‌تر به رنگ سرخ زنگ‌زده که به سرخ تمایل دارد و در تیره پشت پررنگ‌تر و در اطراف بدن کم‌رنگ‌تر است. کناره بدن تا زیر شکم خاکستری مخلوط با قهوه‌ای روشن است و در برخی قسمت‌ها روشن‌تر و در برخی قسمت‌ها تیره‌تر است. دم بسیار پر مو و پرپشت است و نوک آن معمولاً سفید است و گوش‌ها نسبت به بدن بزرگ و سه گوش و نوک دار است و پشت آن سیاه می‌باشد. زیرگونه‌ای از روباه سرخ در آمریکای شمالی و شمال آسیا به رنگ سیاه وجود دارند.
در روباه نر سفیدی انتهای دم بیشتر از ماده است و گاهی ماده‌ها در انتهای دم سفیدی ندارند.
معمولاً دم روباه نر بلند و به زمین نزدیک است. جثهٔ جنس ماده از نر کوچک‌تر است.

## تغذیه

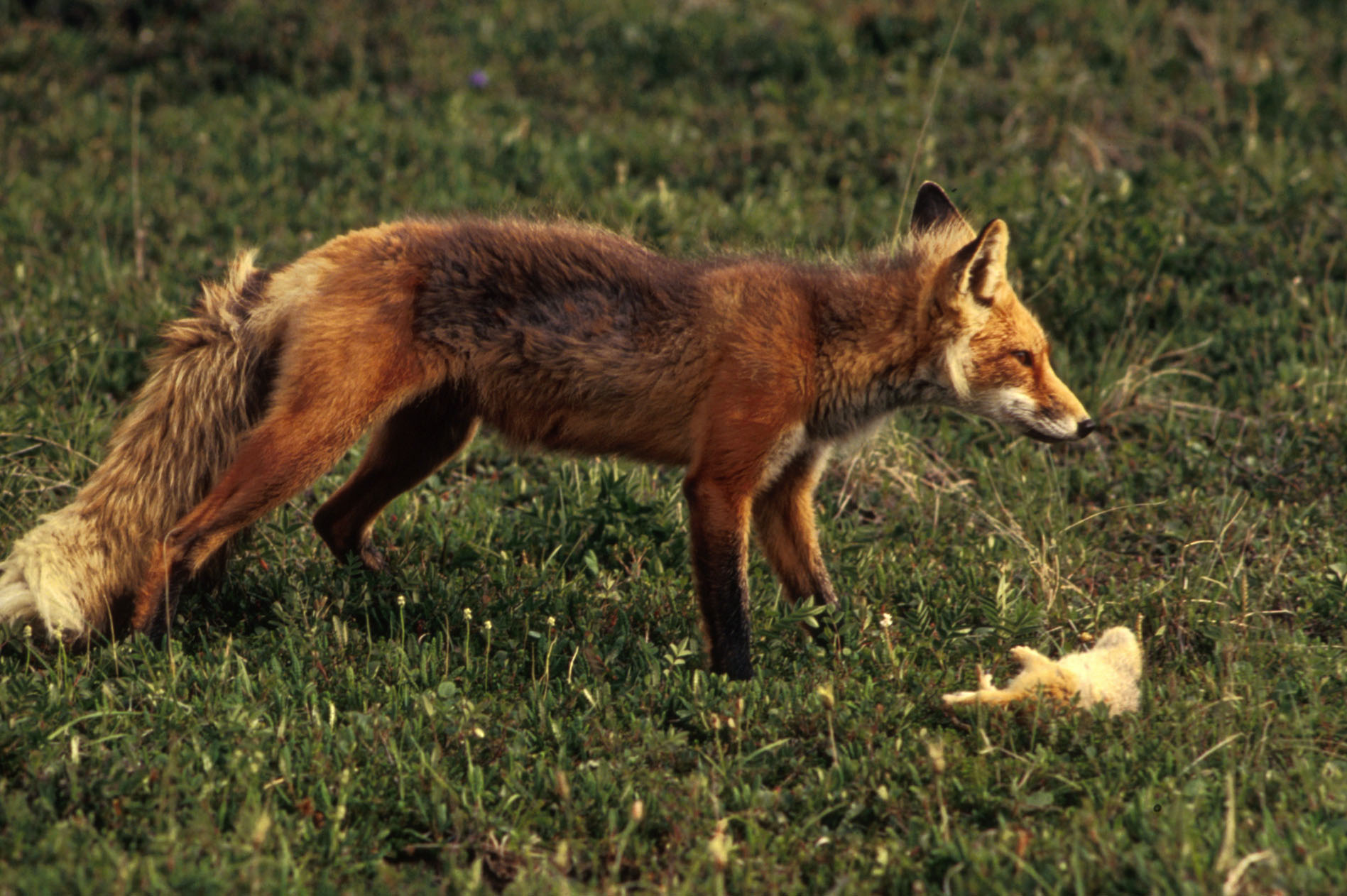
روباه سرخ و شکارش

تغذیه روباه بسته به محل زندگی‌اش و چیزی که می‌تواند بخورد دارد. این حیوان می‌تواند از پرندگان و جوجه‌های آن‌ها، خرگوش، آهو، انواع موش‌ها و جوندگان دیگر، دوزیستانی مثل قورباغه یا آبزیان مثل ماهی و خرچنگ یا بی‌مهرگان مثل حلزون، حشرات و کرم‌ها و حیوانات اهلی و حتی از گیاهان و میوه‌ها تغذیه کند که این انطباق با طیف وسیعی از غذاها باعث ازدیاد نسل این حیوان شده‌است. بسیار دیده شده که در تابستان‌ها برای تغذیه از میوه‌ها به‌خصوص میوه‌های آبدار و شیرین چون هندوانه، خرما، توت و انگور به مزارع کشاورزی و باغ‌ها آمده‌است. حتی غلات تازه رسیده و گیاهان سبز نیز در سبد غذایی این حیوان قرار گرفته‌اند. حیوان غذای اضافی را در زیر خاک پنهان می‌کند.
به مواد شیرین علاقه زیادی دارد و دیده شده که شکلات و آبنبات و پاستیل و پنیر و عسل نیز می‌خورد.

## تولید مثل

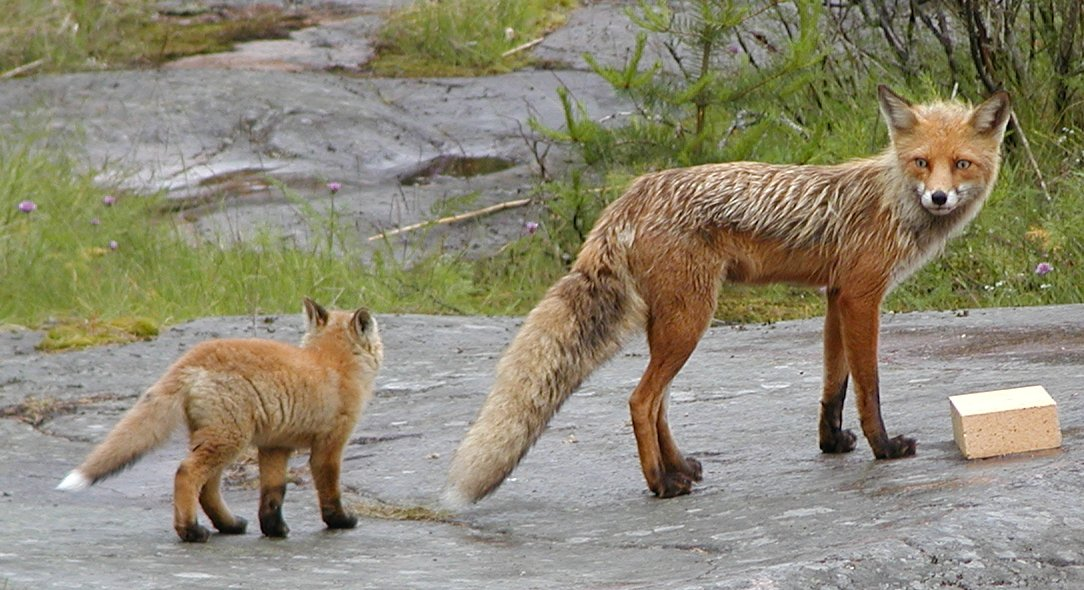
روباه سرخ همراه با توله‌اش

نوع ماده این حیوان تنها در سال به‌مدت ۶ روز آماده جفت‌گیری است و فصل جفت‌گیری این حیوان از اواسط زمستان شروع شده و تا اوایل بهار ادامه پیدا می‌کند. در این مدت روباه ماده در یک مکان استقرار پیدا می‌کند و روباه نر از بوی ادرار نوع ماده وی را پیدا می‌کند. روباه ماده ممکن است با چند نر نیز جفت‌گیری کند. دوران آبستنی این روباه معمولاً بین ۵۱ تا ۶۳ روز است و تعداد توله‌ها بین ۳ تا ۸ عدد است و معمولاً ۴ عدد است نوزادان در بدو تولد دارای موهای قهوه‌ای و خاکستری هستند. نوزادان ۹ تا ۱۴ روز از اول تولد چشمانشان بسته‌است و تا ۲۴ روز نمی‌توانند از لانه خارج شوند. از بیست روزگی شروع به خوردن گوشت می‌کنند و تا ۵ ماهگی کنار والدینشان زندگی می‌کنند و در ۱۰ ماهگی توانایی تولید مثل پیدا می‌کنند. روباه ماده نیز تا ۳ هفته بعد از زایمان از لانه خارج نمی‌شود و روباه نر برای او غذا می‌برد. روباه‌ها ۱۰ سال عمر می‌کنند و معمولاً در طول عمر خود مهاجرت طولانی و دور نمی‌کنند بجز مواردی که یک روباه جوان برای به‌دست آوردن جفت یا ناحیه زندگی مجبور به مهاجرت به مکان‌های دورتر شود. روباه‌ها در انتشار بیماری میان انسان‌ها و حیوانات نقش زیادی دارند که یکی از این بیماری‌ها هاری است که یکی از علل شایع مرگ میر در میان این حیوان است.

## عادات

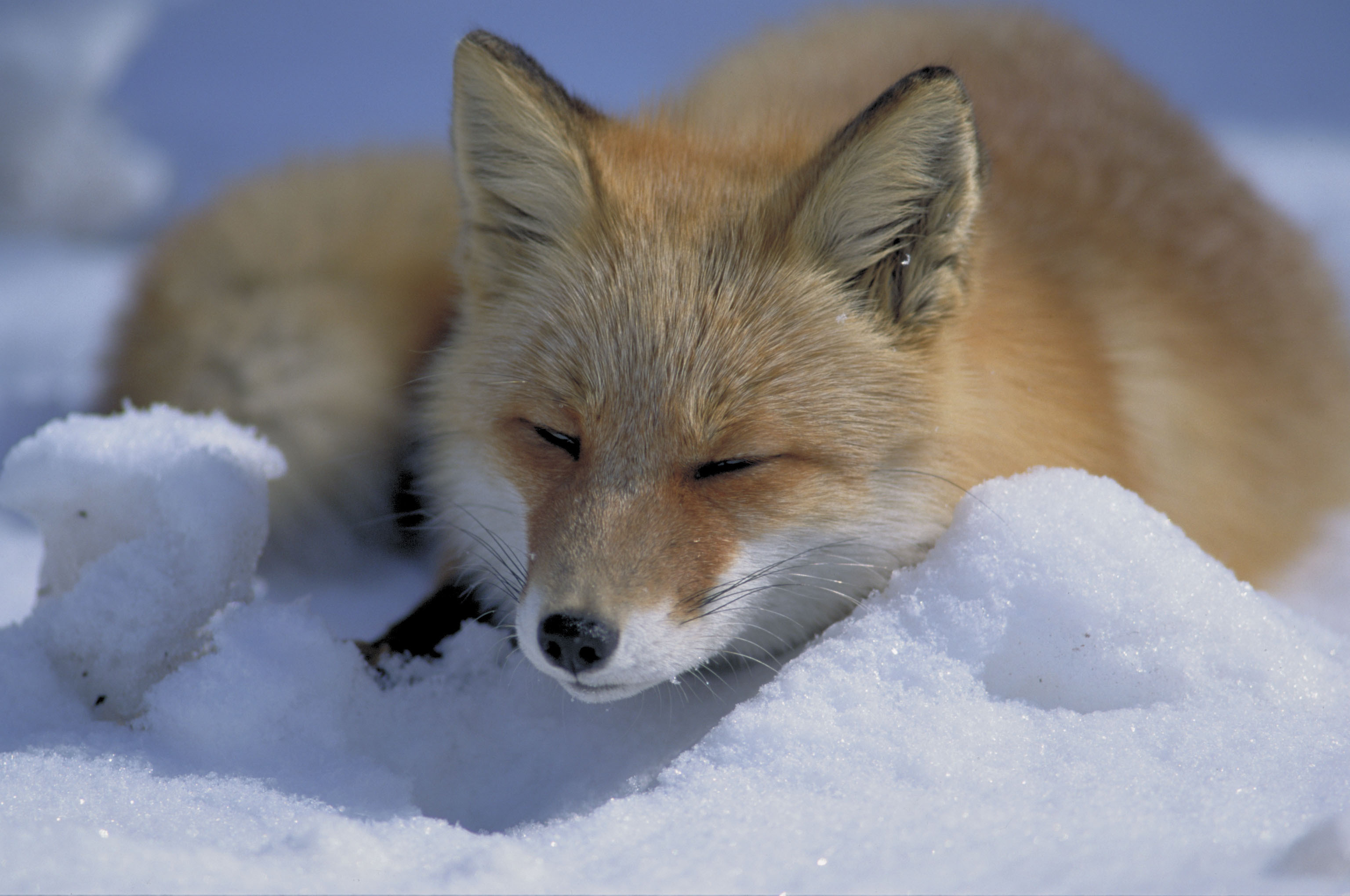
روباه سرخ ژاپنی در برف کمین کرده‌است

روباه حیوانی است شبگرد که معمولاً در روز استراحت می‌کند و در سه نوبت یعنی غروب و نیمه شب و صبح زود فعال است اما اگر مریض باشد یا در فصل جفت‌گیری یا به‌دنبال غذا باشد در روز نیز مشاهده می‌شود.
روباه حیوان اجتماعی نیست و به صورت تکی و منفرد زندگی می‌کند و فقط در زمان جفت‌گیری و مراقبت از بچه‌ها زندگی جمعی دارد. لانه‌اش را معمولاً خودش حفر می‌کند اما در برخی موارد در لانه متروکه خرگوش یا گورکن نیز زندگی می‌کند. روباه معمولاً دو لانه دارد که در هنگام خطر بچه‌هایش را از یک لانه به لانه دیگر حمل می‌کند و همچنین این لانه‌ها چند خروجی اضطراری برای مواقع خطر دارند. روباه معمولاً برای استراحت فقط در لانه‌اش می‌ماند اما اگر هوا مساعد باشد در بیرون از لانه زیر بوته‌ها و درختچه‌ها و حتی برخی موارد در محوطه باز نیز به استراحت می‌پردازد.
بعد از تولید مثل مقداری از موهای بدنش می‌ریزد.

## پراکندگی
روباه قرمز محدوده زیستی وسیعی دارد که شامل تقریباً تمام نیمکره شمالی از محدوده قطب شمال گرفته تا شمال آفریقا و آمریکای مرکزی و جنوب آسیا می‌شود. آن‌ها توسط انسان وارد استرالیا هم شده‌اند و در این کشور به یکی از مخربترین گونه‌های مهاجم محسوب می‌شوند که باعث انقراض و کاهش شدید جمعیت بسیاری از جانوران بومی شده‌است.
این جانور توان زندگی در محیط‌های شهری به ویژه مناطق کم‌تراکم حومه شهرها را دارد و اکنون در بسیاری از شهرهای اروپا، آمریکای شمالی، ژاپن و استرالیا دیده می‌شوند. در سال ۲۰۰۶ برآورد شد که در لندن حدود ده هزار روباه خیابانی زندگی می‌کنند. روباه‌های شهری با توجه به وفور غذا و نبود دشمنان طبیعی می‌توانند اندازهٔ بزرگتری از همتایان خود در طبیعت پیدا کنند.